# Стукачка
«Стукачка» (англ. The Whistleblower) — кинофильм режиссёра Ларисы Кондрацки, вышедший на экраны в 2010 году. Лента основана на реальных событиях и рассказывает историю Кэтрин Болковак (Kathryn Bolkovac).

## Сюжет
1999 год. После увольнения из полиции Кэтрин Болковак получает предложение присоединиться к подразделению частной фирмы, выполняющей  по контракту с ООН миротворческие функции в Боснии. Нуждаясь в деньгах, она соглашается и отправляется в Сараево. Спустя несколько месяцев Кэтрин случайно обнаруживает, что здесь процветает подпольная торговля женщинами, в которой участвуют и которую покрывают как сотрудники её фирмы, так и дипломатические представители ООН.

## В ролях
- Рэйчел Вайс — Кэтрин Болковак
- Ванесса Редгрейв — Мэделин Рис
- Моника Беллуччи — Лаура Левиани
- Дэвид Стрэтэйрн — Питер Уорд
- Николай Ли Каас — Ян ван дер Вельде
- Роксана Кондураче — Рая
- Анна Анисимова — Зоя
- Пола Шрамм — Люба
- Александру Потоцян — Вико
- Бенедикт Камбербэтч — Ник Кауфман
- Дэвид Хьюлетт — Фред Мюррей

## Награды и номинации
- 2011 — приз зрительских симпатий на кинофестивале в Палм-Спрингс.
- 2011 — приз за лучшую режиссуру на кинофестивале в Сиэтле.
- 2012 — 6 номинаций на премию «Джини»: лучший фильм (Кристина Пиовесан, Селин Рэттрей), лучшая режиссура (Лариса Кондрацки), лучший оригинальный сценарий (Лариса Кондрацки, Эйлис Кирван), лучшая женская роль (Рэйчел Вайс), лучшая женская роль второго плана (Роксана Кондураче), лучшая оригинальная музыка (Майкл Данна).